# Kazimierz Wielikosielec
Kazimierz Wielikosielec OP (biał. Казімір Велікаселец, ros. Казимир Великоселец; ur. 5 maja 1945 w Starowoli) – polski duchowny rzymskokatolicki, dominikanin, biskup pomocniczy piński w latach 1999–2024, administrator apostolski sede vacante archidiecezji mińsko-mohylewskiej w 2021.

## Życiorys
Urodził się 5 maja 1945 w Starowoli. W tym czasie najbliższy czynny kościół, do którego uczęszczał wraz ze swym ojcem, był oddalony o kilkadziesiąt kilometrów i znajdował się w Kobryniu.
Odbył służbę wojskową oraz pracował na budowie w Wilnie. Przebywając w Wilnie poznał Zakon Braci Kaznodziejów, do którego postanowił wstąpić. Gdy zdecydował się studiować w Wyższym Seminarium Duchownym w Rydze, przez trzy lata nie zezwalały mu na to władze komunistyczne. W związku z tym rozpoczął potajemną naukę u ks. Wacława Piątkowskiego, ówczesnego wikariusza generalnego diecezji pińskiej, który w ukryciu prowadził seminarium duchowne (studiował tam także Antoni Dziemianko). W 1981 został przyjęty do ryskiego Seminarium. W czasie studiów seminaryjnych złożył pierwsze śluby zakonne w zakonie dominikańskim. Święceń prezbiteratu udzielił mu 3 czerwca 1984 kardynał Julijans Vaivods, administrator apostolski Rygi i Lipawy.
Po święceniach został skierowany do pracy w parafii Trójcy Przenajświętszej w Iszkołdzi. Ze względu na niewystarczającą liczbę prezbiterów na Białorusi, pod jego opieką duchową znalazły się również Juszkiewicze, Horodyszcze, Stołowicze, Połoneczka, Świerżeń Nowy, Horodziej, Korelicze, Hancewicze oraz Mir. W tym czasie, oprócz posługi duszpasterskiej, zajmował się także odbudową i remontem świątyń.
W 1992 objął urząd wikariusza generalnego diecezji pińskiej, pełniąc jednocześnie funkcje proboszcza parafii Podwyższenia Krzyża Świętego w Baranowiczach oraz dziekana dekanatu baranowickiego.
6 maja 1999 papież Jan Paweł II mianował go biskupem pomocniczym diecezji pińskiej ze stolicą tytularną Blanda Julia. Święcenia biskupie otrzymał 24 czerwca 1999 w bazylice katedralnej Wniebowzięcia Najświętszej Maryi Panny w Pińsku. Głównym konsekratorem był kardynał Kazimierz Świątek, administrator apostolski diecezji pińskiej, a współkonsekratorami arcybiskup Dominik Hrušovský, nuncjusz apostolski na Białorusi, i Aleksander Kaszkiewicz, biskup diecezjalny diecezji grodzieńskiej. Jako zawołanie biskupie przyjął słowa „Fiat voluntas Tua” (Bądź wola Twoja), zaczerpnięte z Modlitwy Pańskiej. W diecezji pińskiej pozostał na urzędzie wikariusza generalnego. 10 października 2024 papież Franciszek przyjął jego rezygnację z urzędu biskupa pomocniczego pińskiego. 
3 stycznia 2021 papież Franciszek mianował go administratorem apostolskim sede vacante archidiecezji mińsko-mohylewskiej. Funkcję tę pełnił do 23 października 2021, kiedy archidiecezję kanonicznie objął nowy metropolita Józef Staniewski.
W Konferencji Episkopatu Białorusi jest przewodniczącym Rady ds. Ochrony Dziedzictwa Kulturowego i Środowiska.
Jest członkiem Polskiej Prowincji Dominikanów.